# St. Peter und Paul (Laimnau)

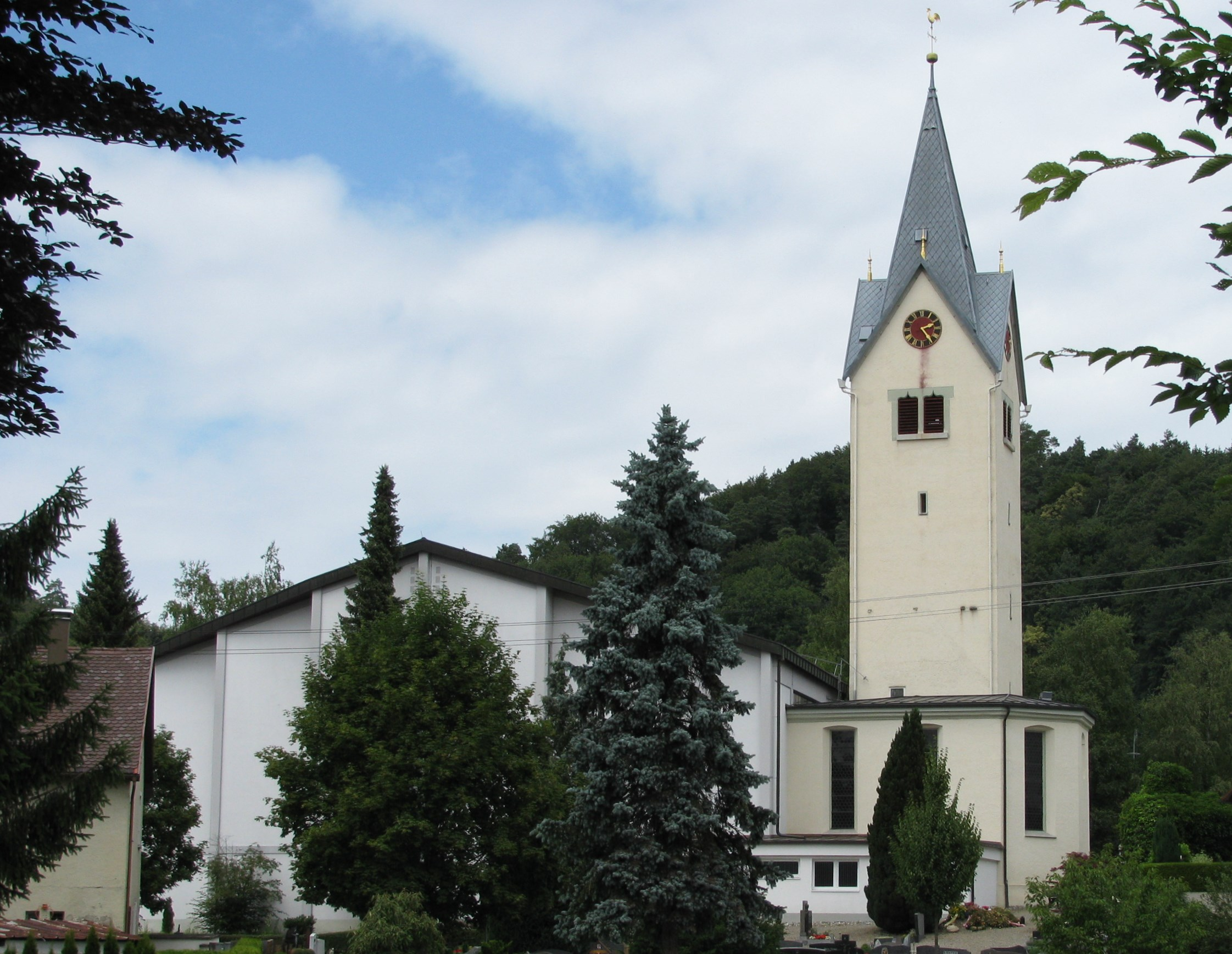
St. Peter und Paul in Laimnau

Die römisch-katholische Pfarrkirche St. Peter und Paul steht in Laimnau, einem Ortsteil der Stadt Tettnang im Bodenseekreis in Baden-Württemberg. Die Kirchengemeinde gehört zur Diözese Rottenburg-Stuttgart. Das Bauwerk ist beim Landesamt für Denkmalpflege Baden-Württemberg als Baudenkmal eingetragen.

## Beschreibung

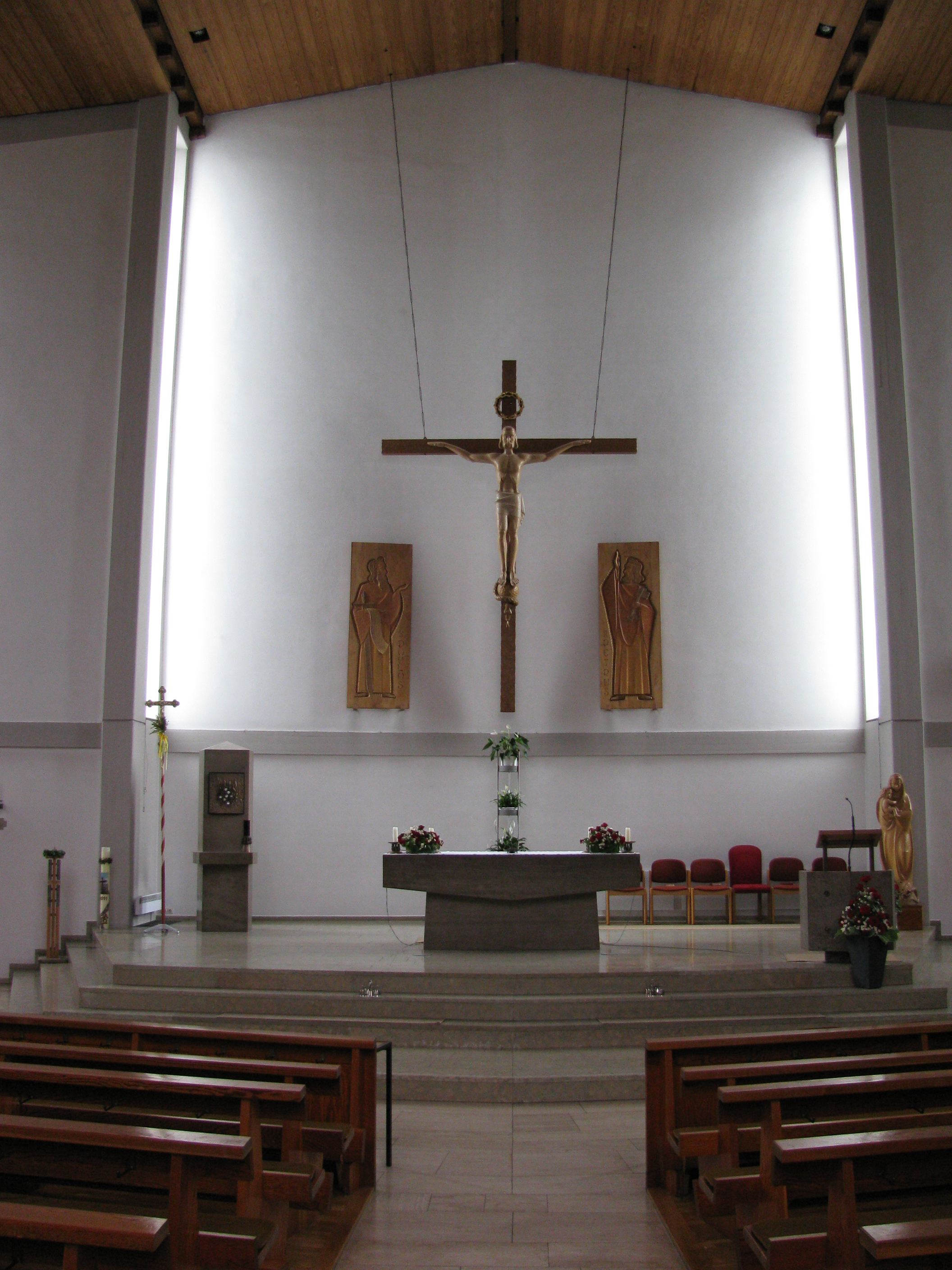
Altarraum

Die Saalkirche besteht aus einem 1966 errichteten modernen Langhaus, das nach Westen an den dreiseitig geschlossenen spätgotischen Chor angebaut wurde, an dessen Nordwand ein romanischer Chorflankenturm steht, der aufgestockt wurde, um hinter den als Biforien gestalteten Klangarkaden den Glockenstuhl aufzunehmen. In den Giebeln darüber befinden sich die Zifferblätter der Turmuhr. Zur Kirchenausstattung gehört ein im 1. Viertel des 18. Jahrhunderts gebauter Hochaltar. Die Orgel wurde 1880 vom Orgelbau Friedrich Weigle gebaut.